# Козинський Фелікс Юзефович
Фе́лікс Юзефович Козинський — солдат Збройних сил України, учасник російсько-української війни.

## Життєпис
За освітою учитель біології. Санінструктор медпункту 2-го батальйону 95-ї бригади аеромобільних військ, брав участь у боях за Донецький аеропорт. Був серед тих, хто покидав термінал останнім. Після року служби демобілізований, тимчасово безробітний.

## Нагороди
За особисту мужність, сумлінне та бездоганне служіння Українському народові, зразкове виконання військового обов'язку відзначений — нагороджений
- 10 жовтня 2015 року — орденом «За мужність» III ступеня.